# Herxheim
Herxheim là một đô thị thuộc huyện Südliche Weinstraße, bang Rheinland-Pfalz, Đức. Đô thị này có diện tích 29,12 km², dân số thời điểm 31 tháng 12 năm 2006 là 10.452 người. Đô thị này có cự ly khoảng 10 km về phía đông nam của Landau. Herxheim là thủ phủ của Verbandsgemeinde ("cộng đồng đô thị") Herxheim.
Herxheim kết nghĩa với:
- Ilfracombe, Anh